# Ichneumon trigemellus
Ichneumon trigemellus là một loài tò vò trong họ Ichneumonidae.